# Senseneb
Senseneb (hay Seniseneb) là mẹ của Pharaoh Thutmosis I của Vương triều thứ 18, Ai Cập cổ đại. Bà chỉ mang danh hiệu "Mẹ của Đức Vua" (Mw.t-nswt) và do đó được cho là thường dân. Senseneb được biết đến nhờ tấm bia Cairo CG 34006, từ Wadi Halfa, nơi bà được thể hiện lời thề trung thành với tư cách là mẹ của Pharaoh trong lễ đăng quang của con trai Thutmosis I. Senseneb cũng được miêu tả trên các bức phù điêu được vẽ từ Đền thờ Mortemony của cháu cố Hatshepsut tại Deir el-Bahri.